# Phaesyle
Phaesyle là một chi bướm đêm thuộc họ Geometridae. Nó còn có tên đồng nghĩa là Coenotephria.